# Pokémon
Pokemon (japonsko ポケモン) je blagovna znamka japonskega podjetja Nintendo, ustvaril jo je Satoshi Tajiri leta 1996. Ime je akronim Pocket Monsters - dobesedno žepne pošasti.
Pokemoni so bili sprva videoigra za igralno konzolo Game Boy. Kasneje so se pojavile še knjige (mange), igrače, igralne karte, ter seveda še več iger. Nastal pa je tudi anime (risana serija).

## Karte Pokémon
Karte Pokemon so po svetu zelo znane, trenutno obstaja 802 različnih pokemonov, kateri so na kartah v različnih verzijah.

## Pokémon videoigre

### Prva generacija
Game Boy:
- Pokémon Green(samo na japonskem)
- Pokémon Red
- Pokémon Blue
- Pokémon Yellow

Nintendo 64:
- Pokémon Stadium

### Druga generacija
Game Boy Color:
- Pokémon Gold
- Pokémon Silver
- Pokémon Crystal

Nintendo N64:
- Pokémon Stadium 2

### Tretja generacija
Game Boy Advance:
- Pokémon Ruby
- Pokémon Sapphire
- Pokémon Emerald
- Pokémon LeafGreen
- Pokémon FireRed

GameCube
- Pokémon Box Ruby & Sapphire
- Pokémon Colosseum
- Pokémon XD: Gale of Darkness

### Četrta generacija
Nintendo DS
- Pokémon Diamond
- Pokémon Platinum
- Pokémon Pearl
- Pokemon HeartGold
- Pokemon SoulSilver

Nintendo Wii
- Pokémon Battle Revolution
- My Pokémon Ranch
- Pokémon Rumble

### Peta generacija
Nintendo DS
- Pokémon Black
- Pokémon White
- Pokémon Black 2
- Pokémon White 2

### Šesta generacija
Nintendo 3DS
- Pokemon X
- Pokemon Y
- Pokemon Omega Ruby
- Pokemon Alpha Sapphire
- Pokemon Blue Version
- Pokemon Red Version

### Sedma generacija
Nintendo 3DS
- Pokemon Sun
- Pokemon Moon

### Ostale igre
Game Boy Color
- Pokémon Card GB
- Pokémon Pinball
- Pokémon Picross
- Pokémon Puzzle Challenge
- Pokémon Card GB 2

Nintendo 64
- Hey You, Pikachu!
- Pokémon Snap
- Pokémon Puzzle League

Game Boy Advance
- Pokémon Pinball: Ruby & Sapphire
- Pokémon Mystery Dungeon Red

GameCube
- Pokémon Channel

Nintendo DS
- Pokémon Dash
- Pokémon Trozei!
- Pokémon Mystery Dungeon Blue
- Pokémon Ranger
- Pokémon Mystery Dungeon 2
- Pokémon Ranger: Shadows of Almia

Nintendo 3DS
- Pokémon Rumble Blast
- Pokémon Shuffle

Android, iOS
- Pokémon Go

## Risane serije
Japonske risana serija Pokémon, se še danes dopolnjuje. Danes imamo že čez 869 epizod serije.
- Indigo League (82 epizod)
- The Adventures In The Orange Islands (35 epizod)
- The Johto Journeys (41 epizod)
- Johto League Champions (52 epizod)
- Master Quest (65 epizod)
- Advanced Generation (40 epizod)
- Advanced Challenge (51 epizod)
- Advanced Battle (52 epizod)
- Battle Frontier (45 epizod)
- Diamond and Pearl (52 epizod)
- Diamond And Pearl-Battle Dimension (51 epizod)
- Diamond And Pearl-Galactic Battles (49 epizod)
- Diamond And Pearl-Sinnoh League Victors (33 epizod)
- Pokémon Chronicles (22 epizod)
- Black & White (48 epizod)
- Black & White: Rival Destinies (49 epizod)
- Black & White: Adventures in Unova (25 epizod)
- Black & White Adventures in Unova and Beyond (22 epizod)
- XY (48 epizod)
- XY (Trenutno teče)
- Pokémon Origins (4 epizode)